# 扎利兹内
扎利兹内（烏克蘭語：Залізне，羅馬化：Zalizne，發音：[zɐˈl⁽ʲ⁾izne]）是乌克兰東部顿涅茨克州巴赫穆特区托雷茨克市镇内的城市。該市距離法理上的州府頓涅茨克42公里，始建於1894年，面積7平方公里，海拔高度200米，2022年人口数量为4,928人。

## 城市名称
该地在1921年被更名为阿尔乔莫沃，以纪念别名为“阿尔乔姆同志”的费奥多尔·谢尔盖耶夫。2016年5月19日，乌克兰最高拉达根据去共化法律将“阿尔乔莫沃”改为现名。

## 历史
2024年托雷茨克战役打响后，战争研究所于7月13日指出俄军已攻入城中心。8月初，DeepStateMap.Live报告称俄军在该市东南部取得进展，同月19日，俄军宣称已完全控制扎利兹内，战争研究所则于次月6日证实了这一进展。